# Union générale des travailleurs algériens
Die Generalunion der algerischen Arbeiter (französisch Union générale des travailleurs algériens, abgekürzt oft UGTA; arabisch الاتحاد العام للعمال الجزائريين, DMG al-Ittiḥad al-ʿāmm li-l-ʿummāl al-ǧazāʾiriyyīn) ist eine Gewerkschaft in Algerien. Sie wurde während des Algerienkriegs 1956 von der FLN gegründet und war bis 1990 die Einheitsgewerkschaft des Landes.

## Geschichte
Die Organisation wurde 1956 von der FLN im Untergrund während des Algerienkriegs 1956 gegründet. Nach der Unabhängigkeit des Landes übernahm die UGTA im von der FLN geschaffenen Einparteienstaat die Rolle der Einheitsgewerkschaft. Zum Zeitpunkt der Unabhängigkeit 1962 hatte die Organisation rund 300.000 Mitglieder. Nachdem sich Ahmed Ben Bella im FLN-internen Machtkampf als Staatspräsident durchgesetzt hatte, wurde die UGTA politisch eng an die Partei gebunden. Ein Versuch Ben Bellas aus den Reihen der UGTA Milizionäre als Gegengewicht zur Armee aufzustellen, blieb durch die Machtübernahme des Militärs unter Houari Boumedienne 1965 folgenlos. Große Teile der Mitglieder waren Anhänger einer Selbstverwaltung von Fabriken und Landwirtschaftsbetrieben, im Gegensatz zu der von der FLN eingesetzten Führung. 1969 befanden sich 12,8 % der Industriebetriebe des Landes in einer von der UGTA geförderten Selbstverwaltung. Im Verlauf kam dieses Modell jedoch zugunsten des Staatskapitalismus zum Erliegen.
Die Organisation geriet mit ihrer säkularen Ausrichtung bereits in den 60er-Jahren in einen ideologischen Gegensatz zu den aufkommenden islamistischen Strömungen im Land. Ende 1990 im Rahmen der politischen Liberalisierung des Landes verlor die UGTA ihren Status als Einheitsgewerkschaft, als der Islamischen Heilsfront die Gründung einer eigenen Arbeitnehmerorganisation gestattet wurde.
Die UGTA ist Mitglied des Internationalen Gewerkschaftsbundes (IGB). In der Mitgliederliste des IGB wird die Mitgliedschaft der UGTA mit 2.567.600 angegeben (Stand: November 2017).